# The Swimmer
The Swimmer is een Amerikaanse romantische film uit 1968. De film werd aanvankelijk geregisseerd door Frank Perry. Na diens ontslag werd de film afgewerkt door Sydney Pollack.

## Rolverdeling
| Acteur         | Personage         |
| -------------- | ----------------- |
| Burt Lancaster | Ned Merrill       |
| Marge Champion | Peggy Forsburgh   |
| Janice Rule    | Shirley Abbott    |
| Kim Hunter     | Betty Graham      |
| Charles Drake  | Howard Graham     |
| Rose Gregorio  | Sylvia Finney     |
| Tony Bickley   | Donald Westerhazy |
| Nancy Cushman  | Mrs. Halloran     |
| Bill Fiore     | Howie Hunsacker   |
| Janet Landgard | Julie Ann Hooper  |
| Joan Rivers    | Joan              |
| Diana Muldaur  | Cynthia           |